# 西予市営野村球場
西予市営野村球場（せいよしえいのむらきゅうじょう）は、愛媛県西予市の愛宕山の南西の丘にある運動公園内にある野球場。1984年に開場。オープニングは、徳島県立池田高等学校と愛媛県立松山商業高等学校を招待して実施した。2004年の市町村合併により西予市営となった。四国アイランドリーグplus設立後、2006年より愛媛マンダリンパイレーツにより試合が開催されていたが、2016年以降は実施されていない。

## 施設概要
- 照明設備：あり